# Caboré
Everaldo de Jesus Pereira (Salvador, 19 februari 1980), voetbalnaam Caboré of Cabore, is een voormalig Braziliaans voetballer.

## Carrière
Caboré begon zijn carrière in 2003 bij EC Ipitanga da Bahia. In 2007 begon hij bij zijn eerste buitenlandse club Gyeongnam FC, waar hij topscorer werd. In zijn eerste seizoen bij Gyeongnam deed hij het erg goed en scoorde zeventien doelpunten in 25 wedstrijden en verschillende Aziatische topclubs hadden belangstelling voor hem. Hij ging uiteindelijk aan de slag bij FC Tokyo in Japan. In 2009 zette hij zijn carrière voort in Qatar. Hier speelde hij achtereenvolgend voor Al-Arabi en Umm-Salal. Bij laatstgenoemde club sloot hij in 2014 zijn loopbaan af.